# Sacco di Tebe
Il Sacco di Tebe ebbe luogo nel 663 a.C. nella città di Tebe per mano dell'Impero neo-assiro di Assurbanipal, allora in guerra con la XXV dinastia egizia d'origine kushita retta da Tanutamani, durante la conquista assira dell'Egitto. Dopo una lunga lotta per il controllo del Levante iniziata nel 705 a.C., i Kushiti persero gradualmente il controllo del Basso Egitto e nel 665 a.C. il loro territorio fu ridotto all'Alto Egitto e alla Nubia. Aiutato dagli inaffidabili vassalli degli Assiri nella regione del delta del Nilo, Tanutamani riconquistò brevemente Menfi nel 663 a.C., uccidendo Necao I di Sais nel processo.
Dopo aver appreso di questi eventi, Assurbanipal aiutato dal figlio di Necao, Psammetico I e dai suoi mercenari Cari, tornò in Egitto con un grande esercito e sconfisse completamente i Kushiti vicino a Menfi. L'esercito quindi procedette a sud verso Tebe, che cadde rapidamente poiché Tanutamani era già fuggito nella Bassa Nubia. La città fu completamente saccheggiata, i suoi abitanti deportati e molto bottino portato in Assiria, inclusi due grandi obelischi.
Il sacco di Tebe fu un evento importante nella storia della città e dell'Antico Egitto in generale. Segnò la fine della XXV Dinastia quando Tanutamani perse il suo principale punto d'appoggio in Egitto. I Kushiti furono definitivamente espulsi entro un decennio dalla caduta di Tebe poiché nessuno dei successori di Tanutamani riuscì mai a riconquistare i territori a nord di Elefantina. Duramente indebolita, Tebe si sottomise pacificamente meno di sei anni dopo il sacco a una grande flotta inviata da Psammetico per controllare l'Alto Egitto mentre si liberava dal vassallaggio assiro. Il sacco permise così l'ascesa della XXVI Dinastia, la fine del Terzo periodo intermedio e l'inizio del c.d. "Periodo tardo dell'Egitto". Il sacco riverberò in tutto il Medioriente antico, è menzionato in particolare nel Libro di Naum come un esempio della distruzione e dell'orrore che possono colpire una città.

## Contesto

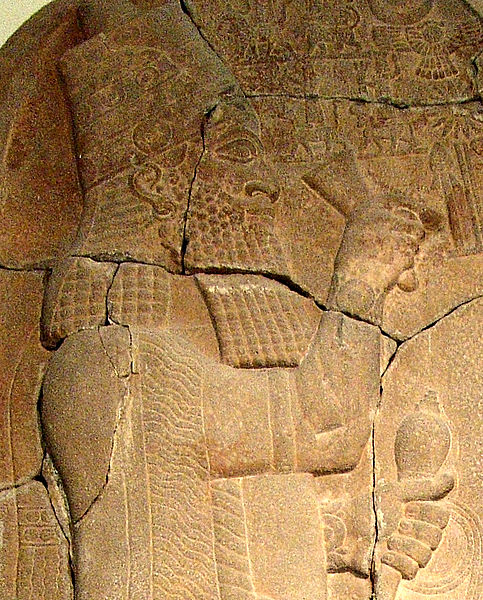
Esarhaddon lottò con Taharqa per il dominio del Levante e poi dell'Egitto.

Alla fine dell'VIII secolo a.C., l'Egitto e la Nubia furono uniti e governati dai faraoni kushiti della venticinquesima dinastia egizia. L'impero neo-assiro stava già estendendo la sua influenza sul Levante nello stesso periodo e nella primavera del 720 a.C. Pianki o forse Shebitqo combatterono e persero una prima battaglia contro gli assiri vicino a Rafah.
La situazione non è cambiata a causa dell'egemonia assira fino al c. 705 a.C. quando la morte di Sargon II portò a rivolte contro gli Assiri in tutto il loro impero. Il successore di Shebitku, Shabaka, colse l'occasione e tornò sulla costa levantina, dove fu libero di vagare fino al c. 701 a.C. quando Sennacherib riuscì finalmente a radunare un esercito e conquistare gli egiziani a Eltekeh. In seguito a questi eventi, Shebitku e il suo successore Taharqa godettero di un periodo di pace e riuscirono ad aumentare ancora una volta la loro influenza sul Levante e lungo la costa fenicia. Questa situazione non è stata verificata fino al c. 679 a.C., a quel punto Esarhaddon condusse una campagna militare fino al c.d. Torrente d'Egitto e poi in Fenicia c. 676 a.C. I risultati di queste attività furono di mettere saldamente il Levante nelle mani degli assiri. Tuttavia, a questo punto Essarhadon si era reso conto che una conquista del Basso Egitto era necessaria per ridurre in modo permanente la minaccia kushita sul Levante.
Nel marzo del 673 a.C., Essarhadon inviò una grande forza militare in Egitto, forse attraverso il Wadi Tumilat, ma fu sconfitto dagli egizi di Pemu, allora sovrano di Eliopoli per conto dei Kushiti. Esarhaddon tornò due anni dopo, nell'estate del 671 a.C., e dopo una serie di battaglie riuscì a prendere Menfi, ferire Taharqa, catturare suo fratello e suo figlio Nes-Anhuret, erede al trono. Il figlio rimanente di Taharqa, Atlanersa, era allora probabilmente troppo giovane per regnare e un altro fratello di Taharqa, Tanutamani, alla fine sarebbe salito al trono. Di conseguenza, i Kushiti furono temporaneamente espulsi dal Basso Egitto che passò sotto il controllo dei vassalli assiri, in particolare Necao I in Sais.
Nonostante questi successi per gli Assiri, i vassalli egiziani nella regione del Delta erano indisciplinati e Taharqa stava tentando di tornare nel Basso Egitto. Esarhaddon lanciò una nuova spedizione militare c. 669 a.C. ma morì quell'anno, consentendo a Taharqa di riprendere Menfi e, infine, la regione del Delta alla fine del 668 a.C. Nel 667 a.C., l'erede di Esarhaddon, Assurbanipal, decise di ristabilire il dominio assiro sull'Egitto, invadendolo nell'ottobre di quell'anno e riuscendo a sconfiggere Taharqa a Tebe e contemporaneamente reprimere una ribellione nel Delta. Poco dopo, Taharqa potrebbe aver vinto una certa vittoria a Tebe che gli ha permesso di mantenere il controllo dell'Alto Egitto. Nel Basso Egitto, Necao fu reintegrato re-vassallo di Sais nonostante il suo tradimento. La situazione non cambiò fino al 664 a.C. con la morte di Taharqa.

## L'anno 663 a.C.

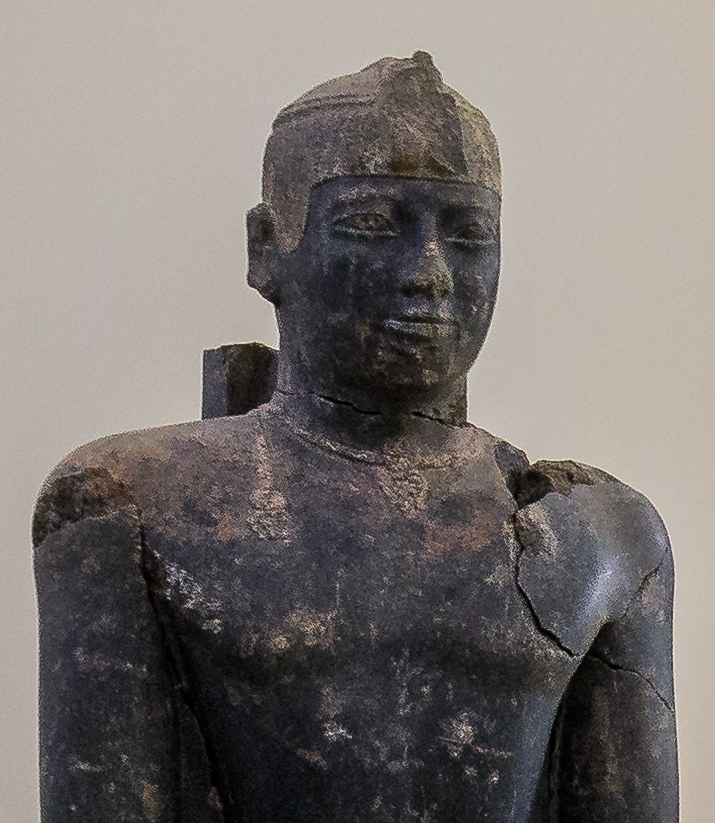
Tanutamani non riuscì a tenere Menfi dopo l'arrivo degli Assiri.

### La riconquista fallita di Tanutamani
Alla morte di Taharqa, suo fratello Tanutamani divenne faraone e lanciò immediatamente una massiccia campagna militare che mirava ancora una volta a unire l'Egitto sotto il dominio della XXV Dinastia. Il suo esercito puntò a nord, fermandosi a Napata, Elefantina, Tebe ed Eliopoli, fortificandole entrambe nel 664 a.C. Tanutamani arrivò a Menfi nell'aprile del 663 a.C. e uccise Necao I durante il combattimento che ne seguì vicino alla città. Tanutamani quindi procedette verso nord e ricevette la capitolazione di alcuni ma non tutti i re del Delta, quindi espulse le truppe assire rimanenti dall'Egitto mentre il giovane figlio di Necao, Psammetico I, riuscì a fuggire in Assiria attraverso la Palestina.

### Il sacco

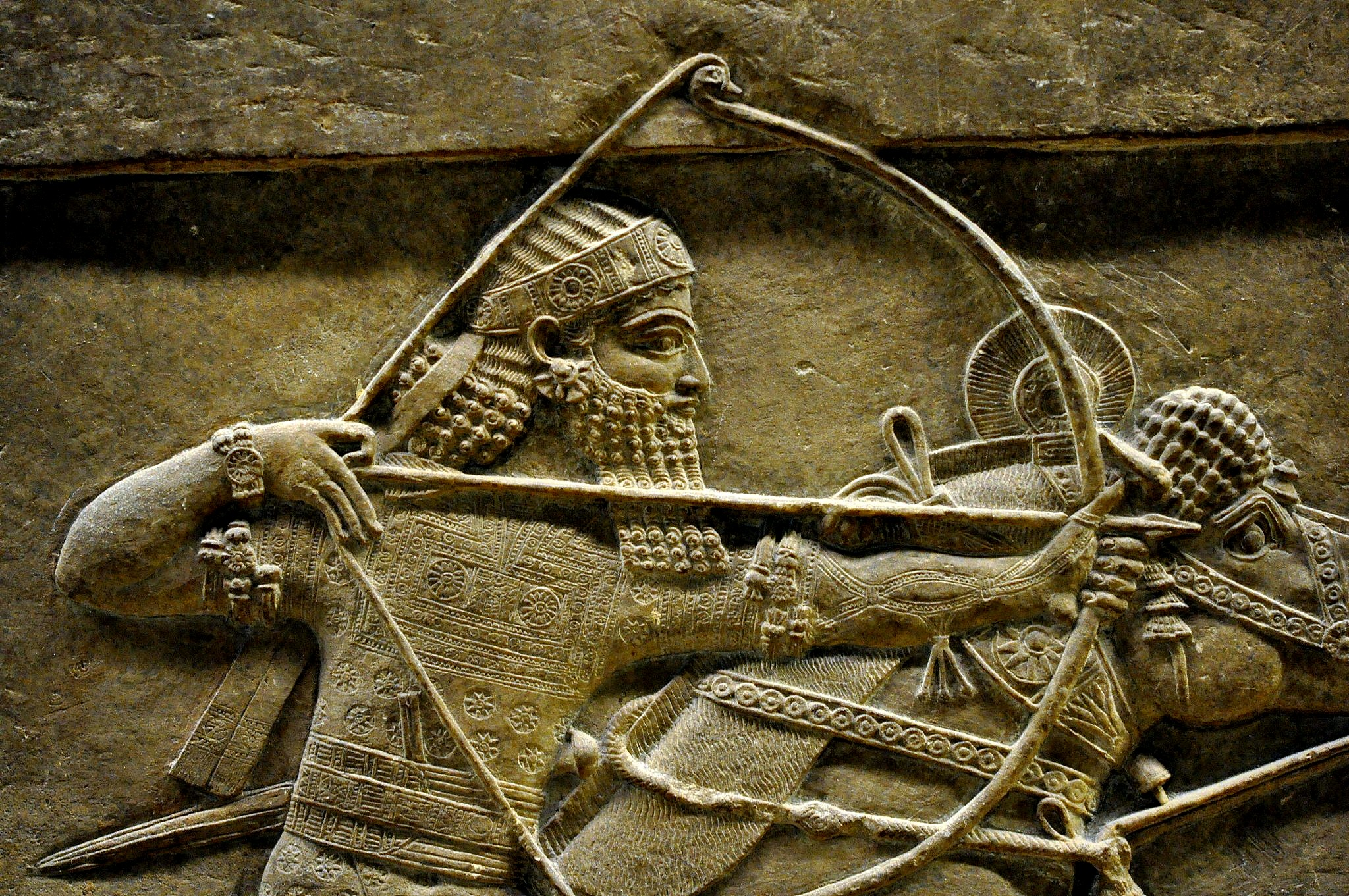
Assurbanipal saccheggiò Tebe ma non riuscì a stabilirvi durevolmente la presenza assira.

Gli Assiri tornarono presto in Egitto. Insieme all'esercito di Psammetico I, che comprendeva mercenari della Caria, combatterono una battaglia campale nel nord di Memphis, vicino al tempio di Iside, tra il Serapeo e Abusir. Tanutamani fu sconfitto e fuggì nell'Alto Egitto, ma solo 40 giorni dopo la battaglia, l'esercito di Assurbanipal arrivò a Tebe. Tanutamani aveva già lasciato la città per Kipkipi, una località che rimane incerta ma potrebbe essere Kôm Ombo, circa 200 km a sud di Tebe. La città stessa fu conquistata "distrutta (come da) un diluvio" e pesantemente saccheggiata. L'evento non è menzionato nelle fonti egizie ma è noto dagli annali assiri, che riportano che gli abitanti furono deportati. Gli Assiri presero un grande bottino d'oro, argento, pietre preziose, vestiti, cavalli, animali fantastici, oltre a due obelischi ricoperti di elettro del peso di 2 500 talenti (circa 75,5 t):
("Cilindro Rassam")
Il sacco di Tebe fu un evento epocale che riverberò in tutto il Medioriente antico. È menzionato nel Libro di Naum 3: 8-10:
Anche una profezia nel libro di Isaia riferisce al sacco:

## Conseguenze

### Regno kushita di Napata

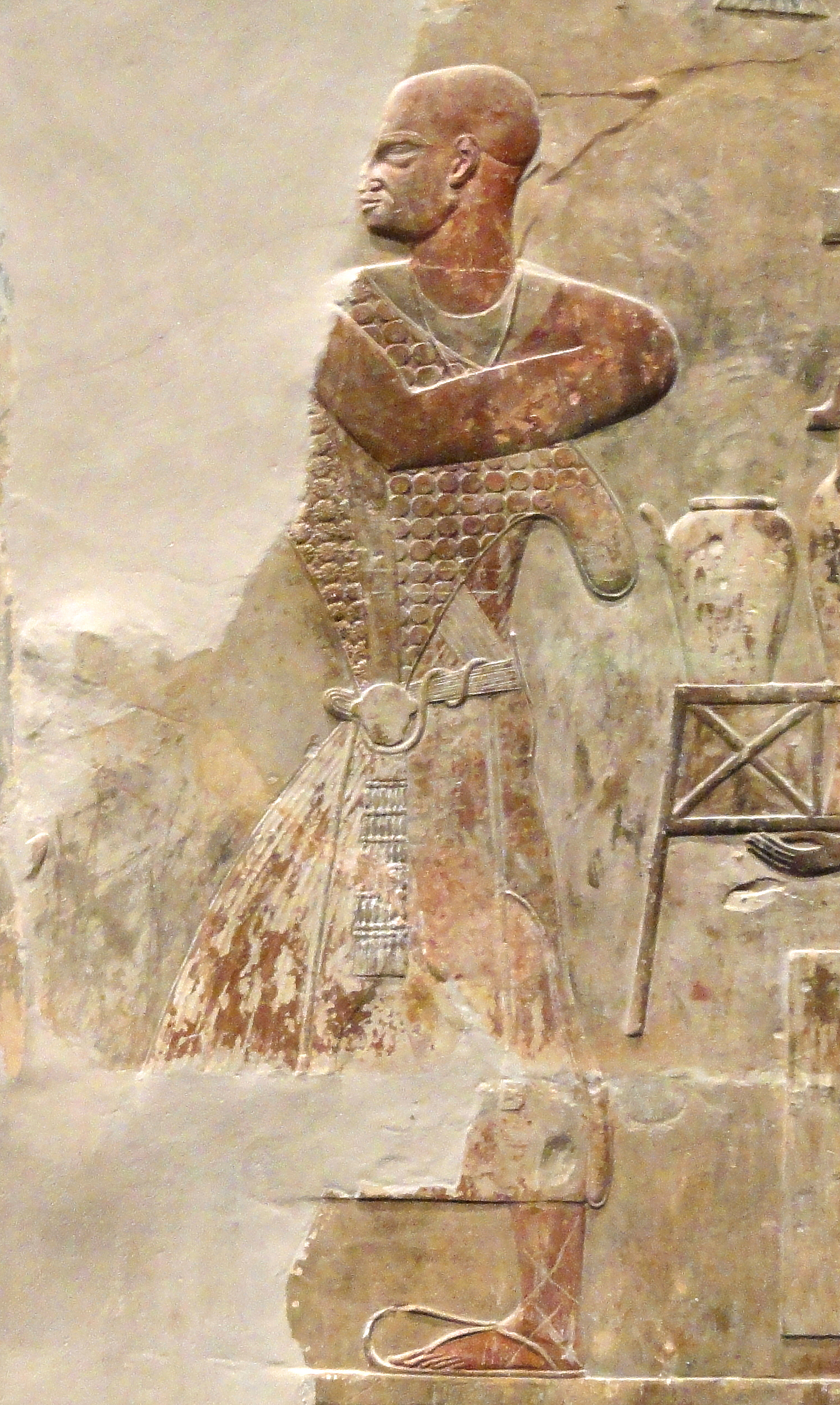
Ritratto di Montuemhat, Tebe, tra la fine del XXV e l'inizio della XXVI Dinastia, 665-650 a.C. - Museo d'arte Nelson-Atkins.

Contemporaneamente o subito dopo il sacco, l'esercito kushita si ritirò dall'Egitto in gran numero, un evento epocale che fu ancora ricordato circa 200 anni dopo e diede origine alla storia di Erodoto di circa 240 000 disertori egiziani che si stabilirono in Nubia.
Il destino di Tanutamani dopo la perdita di Tebe non è del tutto chiaro: sembra che abbia governato per qualche tempo come re di Kush, come suggerito da un suo rilievo a Gebel Barkal. Prove indirette indicano una continua presenza kushita nell'Alto Egitto tra il 661 a.C. e il 656 a.C.: i monumenti mostrano che i Tebani continuarono a riconoscere la sovranità di Tanutamani fino al 656 a.C., sebbene l'effettiva portata del suo potere sia incerta. Allo stesso tempo, sembra che la suprema autorità di Tebe fosse nelle mani di Montuemhat e di sua moglie Shepenupet II.
Nel 653 a.C. il successore di Tanutamani, Atlanersa, era sul trono e regnava unicamente sulla Nubia, con sede del potere a Napata, dando inizio al cosiddetto "Periodo napatano" della Nubia. Sebbene Atlanersa ei suoi successori si definissero faraoni egizi, nessuno di loro rappresentava una seria minaccia per l'Egitto. Dopo aver imposto la sua autorità sull'Alto Egitto, Psammetico I stabilì una guarnigione su Elefantina e potrebbe aver condotto una campagna militare in Nubia. Al tempo di Psammetico II (c. 590 a.C.) gli egizi avevano saccheggiato Napata.

### Fine della presenza assira
Gli Assiri non tennero Tebe a lungo: già nel 662 a.C., un anno dopo il sacco, alcuni Tebani datano i loro documenti secondo gli anni di regno di Tanutamani, suggerendo che gli Assiri avevano già lasciato la regione. Intorno al periodo del sacco, Assurbanipal fu personalmente coinvolto in due conflitti in Fenicia, che lo videro impegnato a sottomettere Arados e Tiro. Subito dopo fu impegnato in campagne contro Mannai, Elamiti e Medi, tutte nel 665 a.C., il che potrebbe spiegare perché non mantenne una presenza assira stabile a Tebe.

### Tardo periodo dell'Egitto

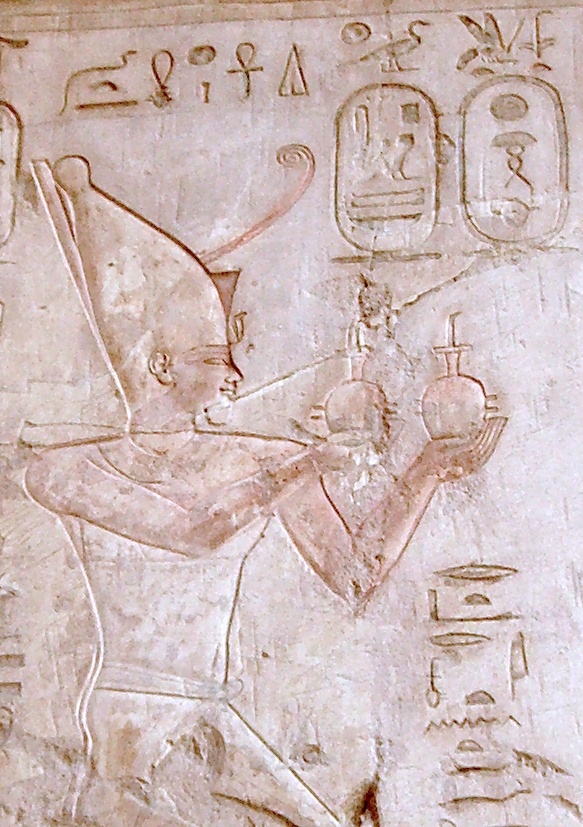
In definitiva, Psammetico I fu il principale beneficiario del sacco di Tebe.

Nel decennio successivo al saccheggio, l'influenza assira in Egitto svanì rapidamente quando Psammetico I riuscì non solo a dominare gli altri re della regione del Delta ma si liberò anche dal vassallaggio assiro. Con l'influenza e il raggio d'azione di Tebe profondamente indeboliti, Psammetico inviò una forte flotta militare nella città nel 656 a.C. e ricevette immediatamente la sua sottomissione. Per affermare il suo controllo sulla città, fece adottare sua figlia Nitokris I da Amenardis II, che non era solo la figlia di Taharqa ma anche la Divina Adoratrice di Amon, allora l'apice del potente sacerdozio di Amon nella città. Psammetico allora doveva solo proteggere il confine meridionale dell'Egitto mettendo una guarnigione su Elefantina per sottomettere tutto l'Alto Egitto per sé.
Nel 655 a.C., Psammetico si rivoltò contro il suo signore assiro aiutato ancora una volta dai mercenari ionici e cariani e alleato con Gige di Lidia. Espulse i rimanenti Assiri dal Basso Egitto e li inseguì fino ad Ashdod. Assurbanipal allora profondamente coinvolto nella guerra contro gli Elamiti non aveva alcun esercito da inviare in Egitto. Nell'arco di sette anni Psammetico aveva effettivamente unito e liberato l'Egitto, segnando l'inizio del c.d. "Periodo Tardo".

### Fonti
- Cilindro Rassam
- Cronache babilonesi - ed. standard in (EN) Grayson AK, Assyrian and Babylonian Chronicles, 1975, ISBN 978-1-57506-049-1.
- Erodoto, Storie

### Studi
- Eide T, Hægg T e Holton RP, Fontes historiae Nubiorum. Textual Sources for the History of the Middle Nile Region Between the Eighth Century BC and the Sixth Century AD. Vol 1. From the Eighth to the Mid-Fifth Century BC, Bergen, University of Bergen, Department of Classics, 1994, ISBN 82-991411-6-8.
- Kahn D, The Assyrian Invasions of Egypt (673-663 B.C.) and the Final Expulsion of the Kushites, in Studien zur Altägyptischen Kultur, vol. 34, 2006,  pp. 251-267.
- Kendall T e Ahmed Mohamed E, A Visitor's Guide to The Jebel Barkal Temples (PDF), in The NCAM Jebel Barkal Mission, Sudan. Nubian Archeological Development Organization (Qatar-Sudan), 2016. URL consultato il 16 ottobre 2020 (archiviato dall'url originale il 14 dicembre 2017).
- Roux G, Ancient Iraq, Londra, Penguin book, 1992, ISBN 978-0-14-012523-8.
- Török L, The Kingdom of Kush. Handbook of the Napatan-Meroitic Civilization, collana Handbuch der Orientalistik. Abteilung 1. Nahe und Mittlere Osten, Leida, E.J. Brill, 1997, ISBN 978-90-04-10448-8.